# Pinocchio's Revenge
Pinocchio's Revenge (bra: Pinóquio - O Perverso) é um filme de terror psicológico americano de 1996, escrito e dirigido por Kevin S. Tenney e distribuído pela Trimark Pictures. É estrelado por Rosalind Allen e Todd Allen e foi lançado diretamente em vídeo. O enredo gira em torno de um advogado que leva para casa um boneco de madeira que foi encontrado enterrado com um garoto supostamente morto por seu pai. Sua filha de 8 anos, Zoe, vê o boneco e o trata como seu. Logo os acidentes começam a acontecer e Jennifer luta para encontrar a causa, enquanto começa a questionar o bem-estar da filha e se pode ou não haver algo estranho no boneco. O filme está mais perto "da ideia original de Don Mancini com Child's Play".
Foi conceitualizado como Bad Pinocchio, escrito como The Pinocchio Syndrome, filmado como 'Pinocchio' e, logo depois, lançado em VHS e LaserDisc em 23 de setembro de 1997.

## Elenco
- Lewis Van Bergen como Vincent Gotto
- Larry Cedar como procurador distrital
- Janet MacLachlan como juíza Allen
- Rosalind Allen como Jennifer Garrick
- Brittany Alyse Smith como Zoe Garrick
- Ron Canada como Barry
- Aaron Lustig como Dr. Edwards
- Todd Allen como David Kaminsky
- Sal Viscuso e Ed Bernard como guardas da prisão
- Dick Beals como a voz de Pinóquio
  - Verne Troyer como Pinóquio Duplo